# Großer Wacholder-Blütenspanner

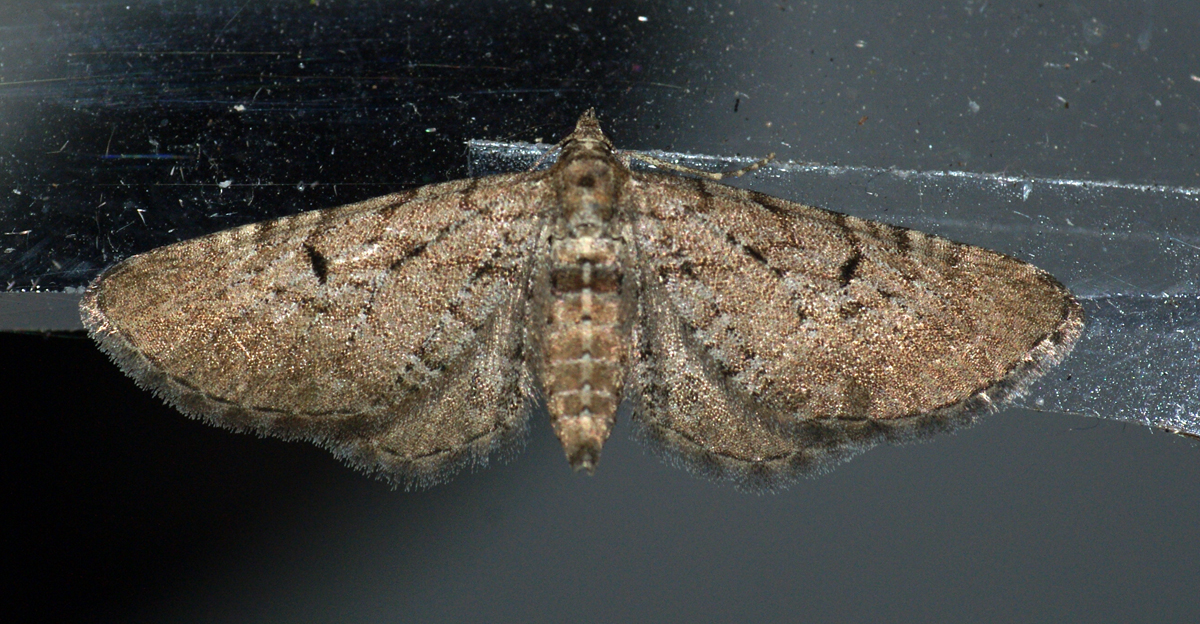
Graubraune Farbvariante

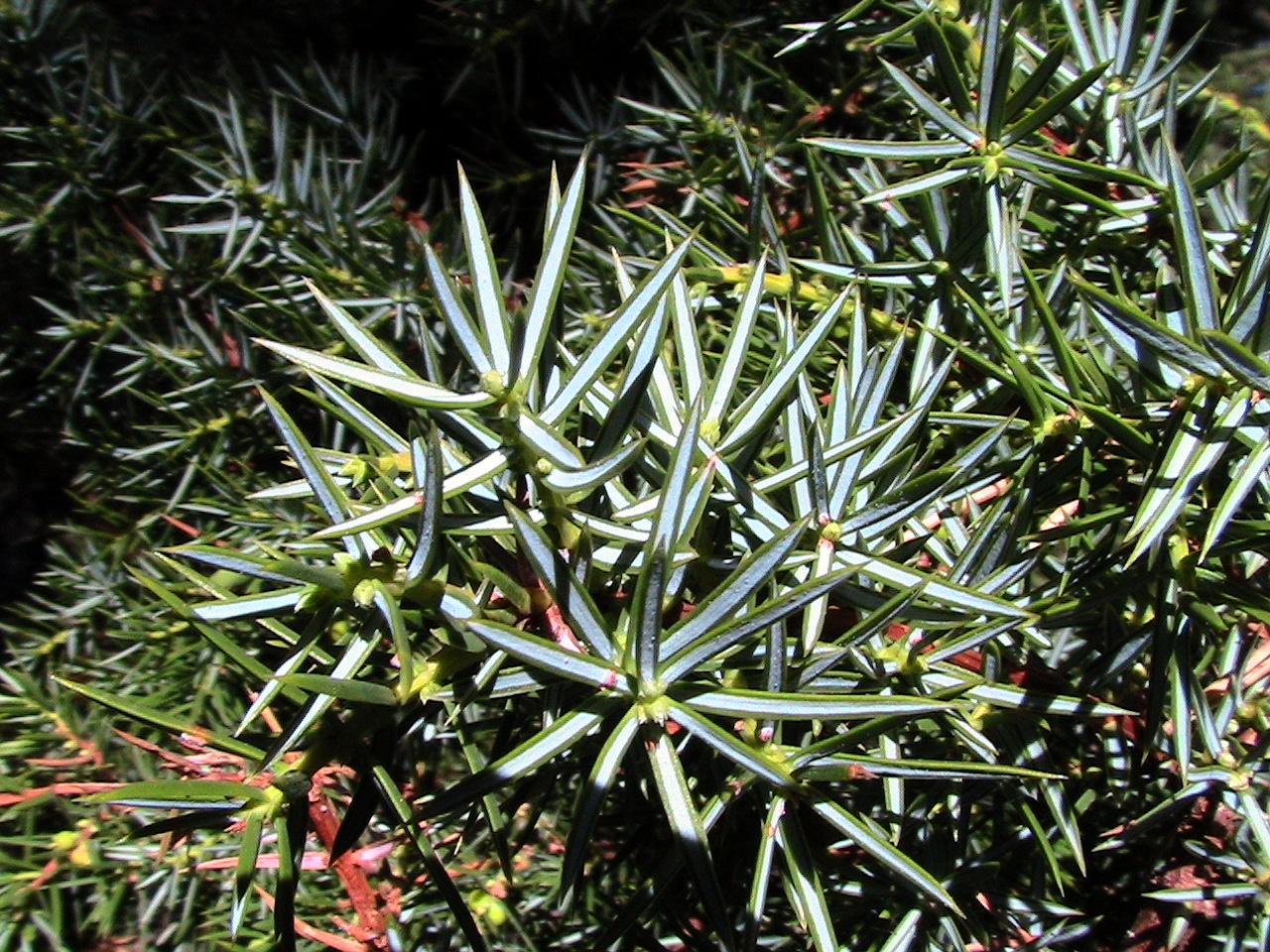
Nadeln des Gemeinen Wacholders, der Hauptnahrung der Raupen

Der Große Wacholder-Blütenspanner (Eupithecia intricata) (Synonym: Eupithecia helveticaria) ist ein Schmetterling (Nachtfalter) aus der Familie der Spanner (Geometridae).

## Merkmale

### Falter
Die Flügelspannweite der Falter beträgt 18 bis 26 Millimeter. Die Grundfarbe sämtlicher Flügel variiert von hellgrau über bläulich grau bis hin zu braungrau. Querlinien sind bei frisch geschlüpften Exemplaren deutlich erkennbar, verblassen jedoch schnell und heben sich bei zunehmender Lebensdauer nur noch undeutlich ab. Ein länglicher, schwarzer Diskoidalfleck ist hingegen stets sichtbar. Das zweite Segment des Abdomen hat eine dunkelbraune Farbe.

### Raupe
Ausgewachsene Raupen sind glatt und gestreckt. Sie sind grasgrün, blaugrün oder gelbgrün gefärbt und haben weiße Nebenrückenlinien und ebenfalls weiße Seitenstreifen. Sie ähneln damit farblich den Nadeln ihrer Hauptfutterpflanze, dem Gemeinen Wacholder (Juniperus communis) und sind dadurch für Fressfeinde schwer zu erkennen.

### Puppe
Die bräunliche Puppe ist mit grünlichen Flügelscheiden versehen. Der Kremaster besitzt eine rötliche Spitze, an der sich acht Hakenborsten befinden.

### Ähnliche Arten
Der Diskoidalfleck beim meist aschgrau gefärbten Satyr-Blütenspanner (Eupithecia satyrata) ist sehr klein. Die Falter unterscheiden sich außerdem durch das hellgraue Abdomen, dem ein dunkelbraunes Segment fehlt.

## Verbreitung, Vorkommen und Unterarten
Die Verbreitung der Art erstreckt sich von West- und Mitteleuropa einschließlich der Britischen Inseln und Fennoskandinaviens bis nach Russland sowie durch Kleinasien bis nach Zentralasien. Im Westen Irlands ist sie durch die Unterart Eupithecia intricata hibernica vertreten. Die mitteleuropäischen Populationen werden der Unterart Eupithecia intricata arceuthata zugerechnet. Außerdem gibt es mit der Unterart Eupithecia intricata taylorata ein Vorkommen in Nordamerika.
Die Art besiedelt in erster Linie Heidegebiete, Magerwiesen, lichte Kiefernwälder sowie Park- und Gartenanlagen, ist jedoch auch in bebauten Stadtgebieten sowie auf Friedhöfen zu finden. In den Alpen steigt die Art bis in Höhen von 2600 Metern.

## Lebensweise
Die nachtaktiven Falter fliegen in den Monaten Mai bis September in zwei sich direkt anschließenden Generationen, wobei die zweite Generation nur in den südlichen Regionen regelmäßig auftritt. Sie besuchen gerne künstliche Lichtquellen. Die Raupen ernähren sich von den Nadeln von Wacholderarten (Juniperus), überwiegend von Gemeinem Wacholder (Juniperus communis). In Nordamerika werden vielfach auch Lebensbaumarten (Thuja) als Nahrung angenommen. Die Art überwintert im Puppenstadium.

## Gefährdung
Der Große Wacholder-Blütenspanner kommt in Deutschland verbreitet und meist zahlreich vor und wird auf der Roten Liste gefährdeter Arten als „nicht gefährdet“ eingestuft.